# Number 10
Number 10 es el décimo álbum de estudio del músico estadounidense JJ Cale, publicado por la compañía discográfica Silvertone Records en noviembre de 1992. El álbum no entró en la lista estadounidense Billboard 200, aunque entró en el puesto 58 de la lista británica UK Albums Chart.

## Lista de canciones
Todas las canciones escritas y compuestas por JJ Cale. 
| N.º | Título                    | Duración |  |
| 1.  | «Lonesome Train»          | 3:09     |  |
| 2.  | «Digital Blues»           | 3:33     |  |
| 3.  | «Feeling in Love»         | 3:20     |  |
| 4.  | «Artificial Paradise»     | 4:02     |  |
| 5.  | «Passion»                 | 2:25     |  |
| 6.  | «Take Out Some Insurance» | 2:37     |  |
| 7.  | «Jailer»                  | 2:50     |  |
| 8.  | «Low Rider»               | 2:45     |  |
| 9.  | «Traces»                  | 3:25     |  |
| 10. | «She's in Love»           | 3:45     |  |
| 11. | «Shady Grove»             | 3:54     |  |
| 12. | «Roll On Mama»            | 2:35     |  |

## Personal
- JJ Cale: voz y guitarra
- Bill Boatman: violín
- Spooner Oldham: órgano
- Christine Lakeland: sintetizador
- Tim Drummond: bajo
- Nick Rather: bajo
- Jimmy Karstein: percusión

## Posición en listas
| País        | Lista           | Posición |
| ----------- | --------------- | -------- |
| Reino Unido | UK Albums Chart | 58       |